# Superkupa Shqiptar 2020
La Superkupa Shqiptar 2020 è stata la 27ª edizione della competizione che si è disputata il 31 agosto 2020 all'Elbasan Arena di Elbasan, in Albania, tra il Tirana, vincitore della Kategoria Superiore 2019-2020 ed il Teuta detentore della Kupa e Shqipërisë 2019-2020. Il Teuta ha conquistato la competizione per la prima volta battendo per 2-1 il Tirana.

## Partecipanti
| Squadre | Qualificazione                                | Partecipazioni precedenti (il grassetto indica la vittoria)                             |
| ------- | --------------------------------------------- | --------------------------------------------------------------------------------------- |
| Tirana  | Vincitore della Kategoria Superiore 2019-2020 | 14 (1989, 1994, 2000, 2001, 2002, 2003, 2004, 2005, 2006, 2007, 2009, 2011, 2012, 2017) |
| Teuta   | Vincitrice della Kupa e Shqipërisë 2019-2020  | 3 (1994, 2000, 2005)                                                                    |

## Tabellino
| Arbitro: | Enea Jorgji (Elbasan) |

|           |           |                |
| Vrapi 75’ | Marcatori | 21’, 33’ Hebaj |